# Elgin Cook
Pour les articles homonymes, voir Elgin et Cook.
Elgin Cook, né le 15 janvier 1993 à Milwaukee au Wisconsin, est un joueur américain de basket-ball. Il évolue aux postes d'ailier et d'ailier fort.

## Biographie

### Carrière universitaire
Il passe sa première année universitaire au Northwest Florida State College (en).
Puis, il passe trois années universitaires à l'université d'Oregon où il joue pour les Ducks entre 2013 et 2016.

### Carrière professionnelle
Le 23 juin 2016, lors de la draft 2016 de la NBA, automatiquement éligible, il n'est pas sélectionné. Il participe à la NBA Summer League 2016 de Las Vegas avec les Kings de Sacramento. En quatre matches, il a des moyennes de 6,25 points, 2,75 rebonds, 0,25 passes décisives et 0,75 interceptions en 15,3 minutes par match.
Le 14 septembre 2016, il signe avec les Warriors de Golden State pour participer au camp d'entraînement et tenter de faire sa place parmi les quinze joueurs retenus.
Le 28 janvier 2020, il s'engage avec le club russe de l'UNICS Kazan. En raison de la pandémie de Covid-19 et l'arrêt des championnats, il ne dispute qu'un seul match d'EuroCoupe face à l'AS Monaco. Le 16 juin, Kazan annonce son départ du club.
En juillet 2022, il signe avec le club espagnol d'Iberostar Tenerife.

## Palmarès
- First-team All-Pac 12 (2016)
- Second-team All-Pac 12 (2015)
- Pac-12 Tournament Most Outstanding Player (2016)
- Pac-12 All-Tournament Team (2016)

## Statistiques

### Universitaires
Les statistiques d'Elgin Cook en matchs universitaires sont les suivantes :
| Saison    | Équipe            | Matchs | Titul. | Min./m | % Tir | % 3pts | % LF | Rbds/m. | Pass/m. | Int/m. | Ctr/m. | Pts/m. |
| --------- | ----------------- | ------ | ------ | ------ | ----- | ------ | ---- | ------- | ------- | ------ | ------ | ------ |
| 2012-2013 | Northwest Florida |        |        |        |       |        |      |         |         |        |        |        |
| 2013-2014 | Oregon            | 34     | 1      | 16,7   | 57,5  | 15,4   | 66,1 | 3,71    | 0,44    | 0,62   | 0,47   | 6,71   |
| 2014-2015 | Oregon            | 36     | 36     | 29,4   | 52,0  | 25,0   | 73,1 | 5,22    | 1,64    | 1,06   | 0,17   | 13,00  |
| 2015-2016 | Oregon            | 38     | 38     | 31,9   | 47,2  | 33,3   | 77,3 | 5,13    | 2,32    | 1,42   | 0,34   | 14,82  |
| Total     | Total             | 108    | 75     | 26,3   | 50,6  | 29,2   | 73,3 | 4,71    | 1,50    | 1,05   | 0,32   | 11,66  |